# 吕勒河
吕勒河（瑞典語：Lule älv, Luleälven）是瑞典的一条主要河流，全长460公里，在吕勒奥汇入波的尼亚湾。它是北博滕省第二长、流域面积第二大的河流，仅次于托尔讷河。
其流域面积为25,240.5 km²，其中24,545.6 km²在瑞典，694.9 km²在挪威。
吕勒河是水电的重要来源，在波尔尤斯（Porjus）和哈什普龙厄（Harsprånget）均有水力发电厂。它也广泛用于运输木材，木料顺流而下到吕勒奥进行处理，但在1980年代早期停止运输。沿河有几个急流，知名的包括斯道瀑布以及波尔尤斯和哈什普龙厄的一些瀑布。

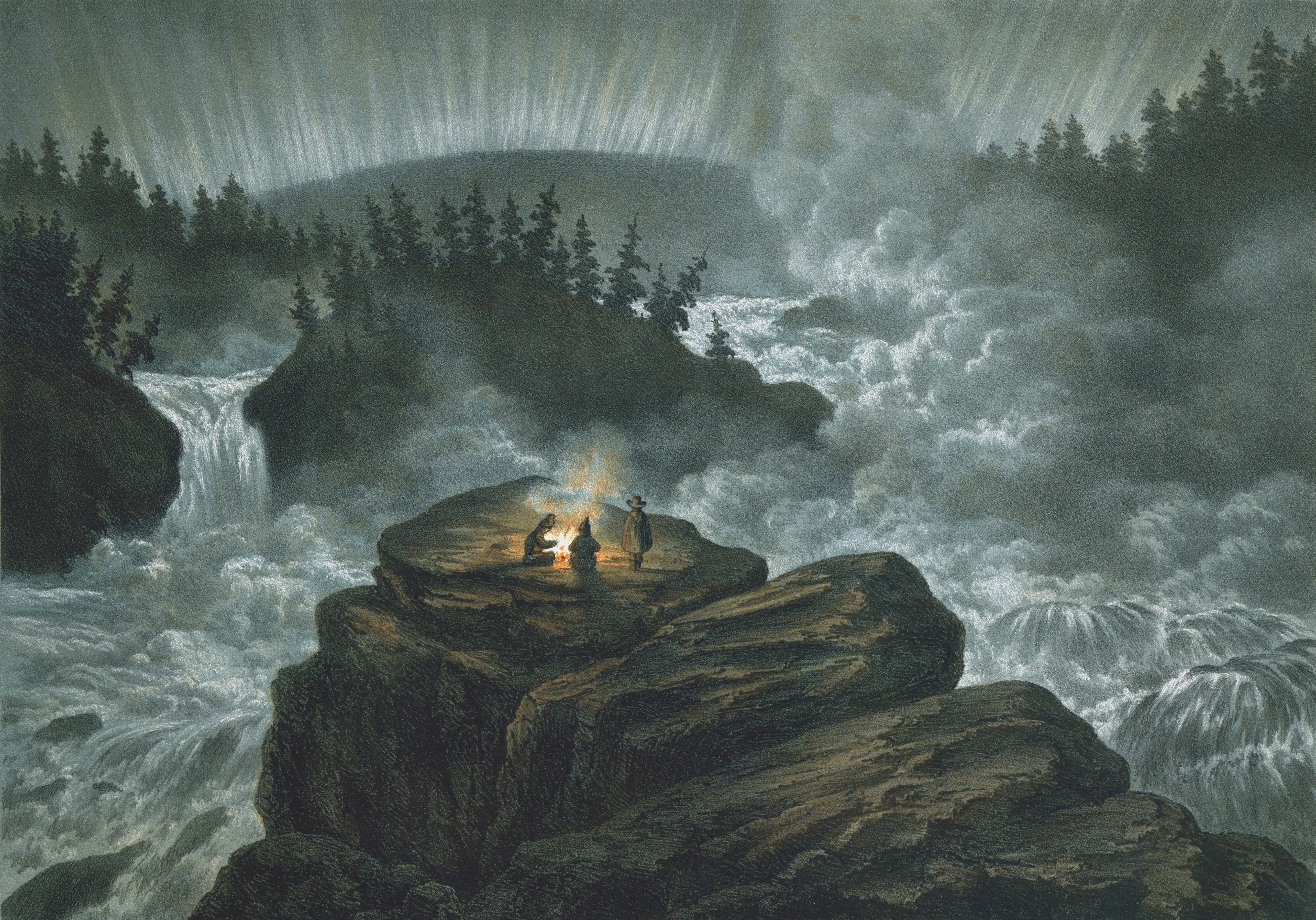
圖為1856年的一張彩色平版印刷畫，展現了哈什普龍厄瀑布在極夜的壯觀景象。